# 蕭欣義
蕭欣義，臺灣 臺南人，外文姓名 Harry Hsin-i Hsiao，臺羅拼音 Siau Him-gi，東亞思想史學者。美國哈佛大學東亞學系博士，加拿大維多利亞大學亞太學系退休教授，研究及教學範圍包括早期中國思想史，以及中文、日文、臺灣研究、中國後文革傷痕文學和紅樓夢研究、中臺關係、臺灣史、文化變遷與民主化等。師承徐復觀等。1971年曾任維多利亞臺灣同鄉會創會會長，並於 1980 年代擔任美國台灣人公共事務會 中央委員。1985 年2月，北美洲臺灣人教授協會（NATPA）成員之一的蕭欣義教授曾參與蓬萊島雜誌案的「馮著評鑑委員會」。因涉入海外臺灣人活動而長期為海外黑名單上，於臺灣民主化之後方能踏上故鄉土地。

## 重要著作
列表為蕭欣義教授重要著作

### 學位論文
- 1973《A Study of The Hsiao-Ching; With an Emphasis on Its Intellectual Background and Its Problems》。美國：哈佛大學東亞學系博士論文。

### 著書
- 1978《A Preliminary Interpretation of the Origin of the Concept of Hsiao in the Shang Period》。臺北：China Academy。
- 1978《Filial Piety in Ancient China: A Study of the Hsiao-Ching》。（手稿）
- 1980《美國研究儒家文化的幾個主流》。臺北：淡江大學出版部。
- 1980《中國古代思想史硏究法舉隅》。臺北：淡江大學出版部。
- 1980《徐復觀文錄選粹》。臺北：學生書局。（徐復觀著，蕭欣義編）
- 1988《儒家政治思想與民主自由人權》。臺北：學生書局。（徐復觀著，蕭欣義編）
- 1995《百年來臺灣的個人主義思潮試釋》。臺北：自由時報。
- 1996《文化與行為：古今華人的正常與不正常行為》。臺北：曉園。（林宗義， Arthur Kleinman編；柯永河，蕭欣義譯）
- 2008《The Prospect and Future of Taiwan's Sovereign Status》。（手稿）
- 2008《Historical Perspectives of Taiwan's Sovereign Status: Taiwan Being Integrated Into China for Merely a Short Period》。（手稿）

### 篇章論文
- 1977〈Preservation of Learning [book review]〉，《Journal of the American Oriental Society》，期97卷2，頁217-220。
- 1978〈Problems Concerning Tseng Tzu's Role in the Promotion of Filial Pietism〉，《Chinese Culture》，期19卷1，頁7。
- 1978〈A Preliminary Interpretation of the Origin of the Concept of 'Hsiao' in the Shang Period〉，《Chinese Culture》，期19卷3，頁5-19。
- 1979〈Concepts of Hsiao (Filial Piety) in the Classic of Poetry and the Classic of Documents〉，《中國文化研究所學報》，期10，頁425-445。
- 1981〈國、共長期倡導台灣獨立的史實〉，《臺獨》，期10，頁110-112。
- 1983〈The Sea They were Prohibited from Crossing: Continental Power and the Pacific〉，《Politics of the Pacific Rim: Perspectives on the 1980s》，Burnaby: Simon Fraser University，頁99-118。
- 1985〈Is the Hong Kong Model Applicable to Taiwan? : An International Legal Perspective〉，《North America Taiwanese Professors’ Association Bulletin》，期5卷1，頁46-53；期5卷2，頁3-15。
- 1985〈「七字官司」誰無理？ 馮滬祥著《新馬克思主義批判》簡評〉，《九十年代》，期187，頁36-41。
- 1987〈儒家思想對於經濟發展能貢獻甚麼？〉，《儒家倫理與經濟發展》，台北：允中，頁45-83。
- 1992〈評賴、Myers、魏新著A Tragic Beginning: The Taiwan Uprising of February 28, 1947〉，《二二八學術討論會論文集》，台北：二二八民間研究小組，頁335-361。
- 1998〈「一個「文化中國」之多元政治認同〉，《香港社會科學學報》，期11，頁23-40。